# Sebbskärs fyr
Sebbskärs fyr är en finsk fyr på Säbbskär i Bottenhavet sydväst om Björneborg. Redan 1779 utmärktes Säbbskär med en båk som förnyades 1852.
Fyren, som ritades av arkitekt Hampus Dalström, tändes första gången den 22 september 1873, men  var endast tänd när sjöfarten inte hindrades av is. Den murades av tegel på en grund av granit med en 8 meter hög rörformad nedre del och en avsmalnande 20 meter hög övre del.  På toppen fanns en lanternin med rovoljelampa och en roterande fresnel-lins. Ljusvidden var 12 sjömil. Lampan ersattes med en fotogenlykta  omkring 1910.
Fyrpersonalen arbetade i ett dygn följt av två dygns ledighet. Deras bostäder låg i närheten av fyren där det också fanns plats för boskap. Post och proviant hämtades en gång i veckan från Räfsö. 
År 1959 lades lotsstationen på Säbbskär ned och tre år senare försågs fyren med dalén-ljus och avbemannades. Idag drivs den av solpaneler.
Fyren, som idag ligger inne i Bottenhavets nationalpark, kan besökas på sommaren. Byggnaderna är kulturskyddade och ön betas av vilda mufflonfår.